# Amedeo Carboni
Amedeo Carboni (Arezzo, 6 d'abril de 1965) és un exfutbolista i exdirector esportiu del València CF.

## Biografia
Carboni va ser jugador de futbol del València CF des de juny de 1997 fins a maig del 2006. En les seues 9 temporades com a jugador valencianista va ser part activa dels grans èxits del club guanyant dues lligues, una Copa de la UEFA, una Supercopa d'Europa, una Supercopa d'Espanya i el seu primer títol com a jugador del València, la Copa del Rei de 1999 que trencava una sequera de títols de 20 anys.
El 23 d'octubre de 2005, es va convertir en el jugador més veterà amb 40 anys, sis mesos i 17 dies a jugar en la Lliga espanyola de futbol, rècord que prèviament ostentava el jugador del Deportivo de La Corunya Donato. Aquesta plusmarca la va deixar en 41 anys, 1 mes i 10 dies quan va jugar el seu últim partit amb el València davant l'Osasuna el 16 de maig de 2006.
També ha estat el jugador més veterà a guanyar alguna competició de clubs europea, quan va guanyar la Copa de la UEFA en el 2004.
Va ser presentat com nou Director Esportiu del València el 19 de maig de 2006, i va ser destituït del seu càrrec en el club el 19 de juny de 2007 per Juan Bautista Soler en benefici del tècnic Quique Sánchez Flores, amb qui tenia nombroses disputes professionals i que gaudia de major respatler en els mitjans de comunicació nacionals.
Ocasionalment ha estat comentarista esportiu a diversos partits televisats per l'autonòmica de Canal 9.

## Internacional
Ha estat internacional amb la selecció nacional de futbol d'Itàlia en 18 ocasions.

## Participacions en Eurocopes
| Eurocopa                | Seu        | Resultat     |
| ----------------------- | ---------- | ------------ |
| Eurocopa de futbol 1996 | Anglaterra | Primera fase |

## Palmarès

### Campionats estatals
| Títol           | Club        | Any         |
| --------------- | ----------- | ----------- |
| Copa del Rei    | València CF | 1998-1999   |
| Supercopa       | València CF | 1999        |
| Lliga espanyola | València CF | 2001 - 2002 |
| Lliga espanyola | València CF | 2003 - 2004 |

### Copes internacionals
| Títol              | Equip        | Any         |
| ------------------ | ------------ | ----------- |
| Recopa d'Europa    | UC Sampdoria | 1989 - 1990 |
| Copa de la UEFA    | València CF  | 2003 - 2004 |
| Supercopa d'Europa | València CF  | 2004        |